# ERIKON
ERIKON/D.E.Holding ApS er en 100% dansk familieejet grossistvirksomhed. 
Den blev etableret i 1942 af grosserer og papirhandler Erik Eriksen og fru Inge Eriksen under navnet Erik Eriksen & Co. Virksomheden havde indledningsvis papir-engrossalg som primært forretningsområde, og den blev senere udvidet ved køb af Triers Bogtryk. Virksomheden voksede sig stor takket være eneforhandling af BIC skriveredskaber, produktion af LIVING CARDS kartoteksystemer, import af WÄLLER og PAS arkivsystemer, JAPY, GENERAL, MITA kontormaskiner, HARALDSSØN og SAVO kontormøbler. 
Grosserer Erik Eriksen døde 26. marts 1977, og virksomheden blev drevet videre af økonomidirektør G.C. Mikkelsen og administrerende direktør Inge Eriksen. I 1983 købte Inge og Erik Eriksens søn Dan Eriksen samtlige anparter i virksomheden. Den blev fra 1984 markedsført under navnet KONTORBANDEN/Erik Eriksen & Co. ApS indtil 1993, hvor virksomhedens ECO produkter blev videreført i D.E. Holding ApS' regi.